# Irmandade de Nossa Senhora do Rosário do Jatobá
A Irmandade de Nossa Senhora do Rosário do Jatobá é uma confraria negra com sede em Belo Horizonte, localizada no bairro Itaipu. As atividades foram inauguradas no início do século XX e a irmandade é devota ao culto de Nossa Senhora do Rosário, protetora dos homens negros escravizados.

## História
A primeira irmandade de Nossa Senhora do Rosário em Minas Gerais data o ano de 1704, constituída na Vila do Serro, atual cidade do Serro. A origem dos reinados é relacionada com a agregação de escravizados negros cristãos. Nesse sentido, as irmandades negras ofereciam a oportunidade de reunião e a permanência de uma ligação entre os indivíduos que a compunham, pela aproximação entre hábitos e costumes.
Ademais, um dos objetivos das irmandades era construir a sua própria igreja, uma vez que estes não podiam frequentar os templos dos brancos. Outro era adquirir a alforria de seus membros, tendo em vista que a abolição da escravatura ocorreu somente em 1888, por meio da Lei Áurea.
Os habitantes da região do Jatobá se originam de pessoas vindas dos reinos do Congo, do Ndongo e da Matamba, sendo as duas últimas localizadas do vigente território da Angola.
A história da fundação da Irmandade é bastante incerta, há lacunas não esclarecidas, que variam entre as narrativas. Seu surgimento tem relação com os negros escravizados da Fazenda do Pantana, que hoje corresponde à região do Jatobá, em Belo Horizonte, e do município vizinho de Ibirité. Os primeiros registros e relatos do acontecimento dos festejos apontam para a união dos indivíduos em uma antiga e pequena capela do Rosário.
Primordialmente o reinado era feito em Ibirité e contava com ajuda do povo de Jatobá, todavia, houve uma desavença entre Malaquias do Formigueiro com as pessoas de Ibirité, o que fragmentou o grupo. Malaquias, por ser um respeitado líder africano, foi acompanhado de outros membros e fundou uma nova irmandade, a Guarda de Congo de Nossa Senhora do Rosário do Jatobá.
O primeiro par de reis do reinado foi composto por Laureano e dona Dodora, o capitão-mor, nomeado em 1919, era José Basil de Freitas. Depois da morte de Malaquias, José Brasil assumiu o comando do reinado. Após algum tempo no controle, Basil não teria suportado o peso do cargo e, em 1932, o entregou para Dona Maria Geralda Ferreira.
Por mais que o bastão tivesse lhe sido entregue, uma mulher não poderia assumir essa responsabilidade. Em vista disso, Dona Maria passou o comando para seu marido Virgulino Motta, que se manteve no posto até seu falecimento em 1974. João Lopes, filho do casal, foi incumbido da tarefa de reger a comunidade depois do falecimento do pai.
A permanência do reinado se deve a matriarca Dona Maria, mãe de todos os filhos da irmandade, que além de escolher o nome da confraria após o chamado de Manganá, era a proprietária do território que atualmente se encontra no bairro Itaipu. Dona Maria permaneceu ativa na comunidade até o seu falecimento em 2005.

## Estrutura
A estrutura da Irmandade do Jatobá é de suma importância para compreender os ritos que executam. A divisão é feita entre o trono coroado, a capitania e as guardas, cada uma dessas detêm funções específicas.

### Reinados
A Virgem Maria, chamada pelos negros de Manganá, Maria Santíssima e Nossa Senhora do Rosário é a autoridade máxima.
O Rei do congo e a Rainha da conga são os representantes máximos da linhagem real africana nas irmandades negras. O cargo atribuído é vitalício e a coroa é uma tradição familiar, caso não haja familiares desejosos e aptos a assumir esta responsabilidade, o capitão-mor efetua a escolha dos novos representantes, com a benção de Nossa Senhora. A representação visual é de suma importância para os ritos e por isso o rei veste um manto vermelho e a rainha utiliza um vestido longo, ambos utilizam uma faixa para serem facilmente identificados.
O Rei e Rainha perpétuos representam a religiosidade, a paz, a sinceridade e o equilíbrio da Irmandade. Esse cargo foi criado em 1958 por Virgulino Motta.

Festejo na Irmandade de Nossa Senhora do Rosário do Jatobá, 1979. Autoria: Mana Coelho. Acervo Museu Histórico Abílio Barreto.

A Rainha de Santa Efigênia é responsável por apaziguar conflitos, conversar e aconselhar aos membros do reinado. A incumbência foi instituída por João Lopes em 1979 e Dona Zélia Dissimira foi a primeira portadora dessa coroa. Tradicionalmente, a roupa que esta rainha utiliza é um longo vestido, podendo ser azul ou rosa, acompanhado de um manto branco.
A Rainha de Nossa Senhora das Mêrces também foi uma ocupação criada por João Lopes em 1979 e a primeira rainha foi D. Ana Rodrigues Lopes.
O Rei de São Benedito foi um dever instituído em 1981, quando o guarda do bairro Lindeia, Raimundo, se associou a Irmandade do Jatobá.
Um exemplo claro da indumentária utilizada por cada coroado é visto na imagem do acervo do Museu Histórico Abílio Barreto. Cabe ressaltar que a rainha de Santa Efigênia, a rainha de Nossa Senhora das Mercês e o rei de São Benedito obrigatoriamente devem ser pessoas pretas, por representarem a força das nações africanas.

### Capitanias
O Capitão-mor, é o grande líder da irmandade, ele é o curandeiro, o benzedor e o conselheiro. É o sábio, que ensina como rezar e contemplar o terço, aquele que conhece os fundamentos, mandamentos e sacramentos, sabe cantar e tocar os instrumentos da guarda. O líder é o responsável pela organização e condução de todos os rituais que ocorrem na irmandade.
O Capitão-regente é aquele que fiscaliza e efetiva ao cumprimento das ordens do capitão-mor, assim como colabora na organização de todos os rituais.

### As Guardas
A Guarda de Congo de Nossa Senhora do Rosário é composta por homens, há um primeiro capitão que escolhe outros dois companheiros para formar e ajuda-lo nas atividades que necessita desempenhar. A Guarda de Congo é a que inicia os rituais, seu capitão é o primeiro a realizar as orações e cumprimenta a todos os reis e rainhas do trono, saúda a capitania e os capitães de todas as guardas.
Após essa formalidade, o capitão inicia os cantos, com o símbolo de sua autoridade nas mãos, o tamborim. As cores dessa guarda são o branco, rosa e azul, o capacete deve ser ornamentado com flores. A calça deve ser sempre branca, a camisa pode variar entre as três cores e o saiote pode ser azul celeste ou claro.

Festejo na Irmandade de Nossa Senhora do Rosário do Jatobá, 1979. Autoria: Mana Coelho. Acervo Museu Histórico Abílio Barreto

A Guarda de Moçambique também é constituída somente por homens, efetivada em 1955. Tradicionalmente, essa guarda conduz todos os demais tronos coroados do Jatobá. Uma especificidade dos moçambiqueiros é o andar vagaroso, em razão da maior idade dos coroados, uma demonstração de respeito para com os anciãos.
A indumentária dessa guarda é composta por um turbante, camisa, calça e saiotes inteiramente brancos e o primeiro-capitão deve estar acompanhado do símbolo da autoridade, o bastão, como evidenciado na fotografia do acervo do Museu Histórico Abílio Barreto. Os membros desse setor são encarregados de escoltar os coroados durante o ritual e cantar para Nossa Senhora do Rosário.
A Guarda de Congo de São Benedito é formada por mulheres e crianças, esta foi criada em 1978 por Maria Geralda Ferreira e João Lopes. Estes são responsáveis pela musicalidade, com as caixas, os pandeiros e as sanfonas, que acompanham ao ritmo do momento. A primeira-capitã foi Dona Edithe Ferreira Mota e os componentes do setor vestem azul, branco e rosa, as cores de Nossa Senhora. 

## Resistência
Ao longo do tempo em atividade, a Irmandade do Jatobá enfrentou diversos desafios para se manter viva e oferecer ajuda aos seus iguais, seja por dificuldades internas ou externas.
O tombamento como patrimônio histórico ocorreu somente em 1995, incentivado pela necessidade de preservar a identidade afro-brasileira. Ou seja, o seu reconhecimento é relativamente recente, em um momento no qual a comunidade já não habitava mais todo o território inicial.
Além disso, outras inconveniências surgiram no caminho. Em 1923, os festejos do reinado em Belo Horizonte foram proibidos pelo arcebispo da diocese de Belo Horizonte, Dom Antônio dos Santos Cabral, com a justificativa que as danças causavam prejuízos e erros aos atos litúrgicos. Esse caso visto na capital mineira é um exemplo das repercussões do Concílio Vaticano I, ocorrido entre 1869 e 1870, organizado pelo Papa Pio IX, o qual enfatizou a intensificação da fé e da disciplina católicas romanas, com a consequente marginalização das irmandades negras.
Mesmo com esses episódios, a Irmandade de Nossa Senhora do Rosário do Jatobá permanece realizando seus tradicionais festejos anualmente, resistindo ao processo de urbanização e à marginalização, por vezes, imposta.

## Musicalidade
Como visto acima, os ritos musicais integram a religiosidade da Irmandade. A musicalidade está presente em todas as festividades do reinado, ela representa um código que traduz simbolicamente aspectos da visão do mundo desse grupo. Ao utilizar a denominação música, o canto, os instrumentos e a dança fazem parte dessa concepção.
Os cantos da confraria estão sujeitos a mobilidade, estes podem ser reatualizados como decorrer do tempo, para melhor se adaptar ao momento vivido. A importância da atividade vocal é tamanha que deve haver um cuidado grande com a palavra cantada, pois ela deve estar de acordo com a palavra de Deus e Nossa Senhora, assim como o regulamento interno. Essa relevância da letra tem relação com a oralidade que essas comunidades apresentam, ou seja, a única forma de transmissão é pela fala, logo, esta tem de ser precisa. Como uma sociedade oral, a transmissão do conhecimento se concebe por meio do “fazer junto” e “ver fazer”, isto é, um saber empírico. Cabe ressaltar que o canto é uma atividade coletiva, chega a envolver mais de 30 pessoas.
Os instrumentos utilizados nos festejos são desenvolvidos pela própria sociedade interna, por meio de um membro da irmandade apto para a atividade manual. Os tambores e as caixas são regidos pela Guarda do Congo de São Benedito, que atribuiu as funções de acordo com as habilidades e possibilidades que cada indivíduo detém. Esses instrumentos sonoros emitem a fé e “contam” a história dos filhos do Rosário, pelas “vozes”, “palavras” e “chamados” que exibem.
Desse modo, a música, o canto e a dança são indissociáveis. O ato de unir essas práticas faz parte do acesso ao divino, a religiosidade se expressa por esse meio, é o exercício da oração. A paisagem sonora criada por esse trio possibilita que o rito seja revestido de um significado especial, originando uma áurea que envolve os participantes temporal e emocionalmente. Por fim, a importância da música é tamanha que os ritmos do congado são mantidos como segredos internos da comunidade, pessoas estrangeiras não tem acesso a essa informação, para que a expressão de fé seja preservada.